# Mountain View (Karolina Północna)
Mountain View – jednostka osadnicza w Stanach Zjednoczonych, w stanie Karolina Północna, w hrabstwie Catawba.